# Püspökfalu
Püspökfalu (szlovákul Biskupová) község Szlovákiában, a Nyitrai kerület Nagytapolcsányi járásában.

## Fekvése
Nagytapolcsánytól 20 km-re délnyugatra található.

## Története
A település a 13. században keletkezett, de oklevél csak 1326-ban "Villa Domini Episcopi Nitriensis" említik először. 1440-ben "Pispeky" alakban szerepel írott forrásban. A nyitrai püspökség faluja volt, később a Radosnai uradalom része. 1715-ben szőlőskertje, két jobbágy és 8 zsellér háztartása volt. 1753-ban 28 család élt a településen. 1787-ben 22 házában 125 lakos élt. 1828-ban 21 háza volt 146 lakossal. Lakói főként mezőgazdasággal foglalkoztak.
Vályi András szerint „PÜSPÖKFALVA. Biskupova. Tót Mezőváros Nyitra Vármegyében, földes Ura a’ Nyitrai Püspökség, lakosai katolikusok leginkább, fekszik Alsó Merasiczhoz nem meszsze, földgye jó, malma helyben, piatza Bajnán két órányira, fája nints elég, legelője szoros, szőlei soványak, harmadik osztálybéli.”
Fényes Elek szerint „Püspökfalva, (Wiszkupov), tót falu, Nyitra vmegyében, 149 kath. lak. F. u. a nyitrai püspök. Ut. p. Nyitra.”
A trianoni békeszerződésig Nyitra vármegye Nagytapolcsányi járásához tartozott.

## Népessége
| Év:            | 1994. | 2004.    | 2014.   | 2024.   |
| -------------- | ----- | -------- | ------- | ------- |
| Emberek száma: | 197   | 242      | 246     | 241     |
| Eltérés:       |       | +22,84 % | +1,65 % | -2,03 % |

| Év:            | 2023. | 2024.   |
| -------------- | ----- | ------- |
| Emberek száma: | 246   | 241     |
| Eltérés:       |       | -2,03 % |

1910-ben 210, túlnyomórészt szlovák lakosa volt.
2001-ben 237 szlovák lakosa volt.
2011-ben 220 lakosából 216 szlovák.